# アッティカ暦
アッティカ暦（アッティカれき）は、古代ギリシア暦の一種。古代ギリシアの都市国家アテナイで使用されていた暦法。この暦法は太陰太陽暦である。
アッティカ暦の1年は354日であり、太陽暦より約11日短い。このずれを解消するため、メトン周期に基づいて約3年に一度閏月を挿入した。

## 月名
| 月名                 | 古代ギリシア語 | 日数 | グレゴリオ暦で 対応する月 |
| ヘカトンバイオーン   | Ἑκατομϐαιών    | 30日 | 7月                       |
| メタゲイトニオーン   | Μεταγειτνιών   | 29日 | 8月                       |
| ボエードロミオーン   | Βοηδρομιών     | 30日 | 9月                       |
| ピュアネプシオーン   | Πυανεψιών      | 30日 | 10月                      |
| マイマクテーリオーン | Μαιμακτηριών   | 29日 | 11月                      |
| ポセイデオーン       | Ποσειδεών      | 29日 | 12月                      |
| ガメーリオーン       | Γαμηλιών       | 30日 | 1月                       |
| アンテステーリオーン | Ἀνθεστηριών    | 29日 | 2月                       |
| エラペーボリオーン   | Ἑλαφηϐολιών    | 30日 | 3月                       |
| ムニキオーン         | Μουνιχιών      | 29日 | 4月                       |
| タルゲーリオーン     | Θαργηλιών      | 30日 | 5月                       |
| スキロポリオーン     | Σκιροφοριών    | 29日 | 6月                       |

閏月は、ポセイデオーンとガメーリオーンの間に第2ポセイデオーン（Ποσειδεών Β'）として30日分挿入される。